# Holden FJ
Holden FJ — среднеразмерный автомобиль, выпускавшийся с 1953 по 1956 год австралийской компанией Holden. Пришёл на смену Holden 48-215.

## Описание
FJ с монококом имел сходство с предшественником, но отличался от него горизонтальной радиаторной решёткой, комфортабельным салоном и улучшенными декорациями. Первоначально заявленная максимальная мощность двигателя составляла 45 кВт (60 л. с.) при 3800 об/мин, а позже мощность была увеличена до 48 кВт (65 л. с.) при 4000 об/мин.
В октябре 1953 года были анонсированы седаны в комплектациях Standard, Business и Special (включая ют), а в декабре 1953 года начался выпуск фургонов. Также был разработан прототип универсала, который, однако, не был запущен в производство. В 1954 году первые экспортные поставки Holden начались с продаж FJ в Новой Зеландии.

В 1955 году Holden FJ подвергся рестайлингу. К маю 1957 года было выпущено 169969 экземпляров.

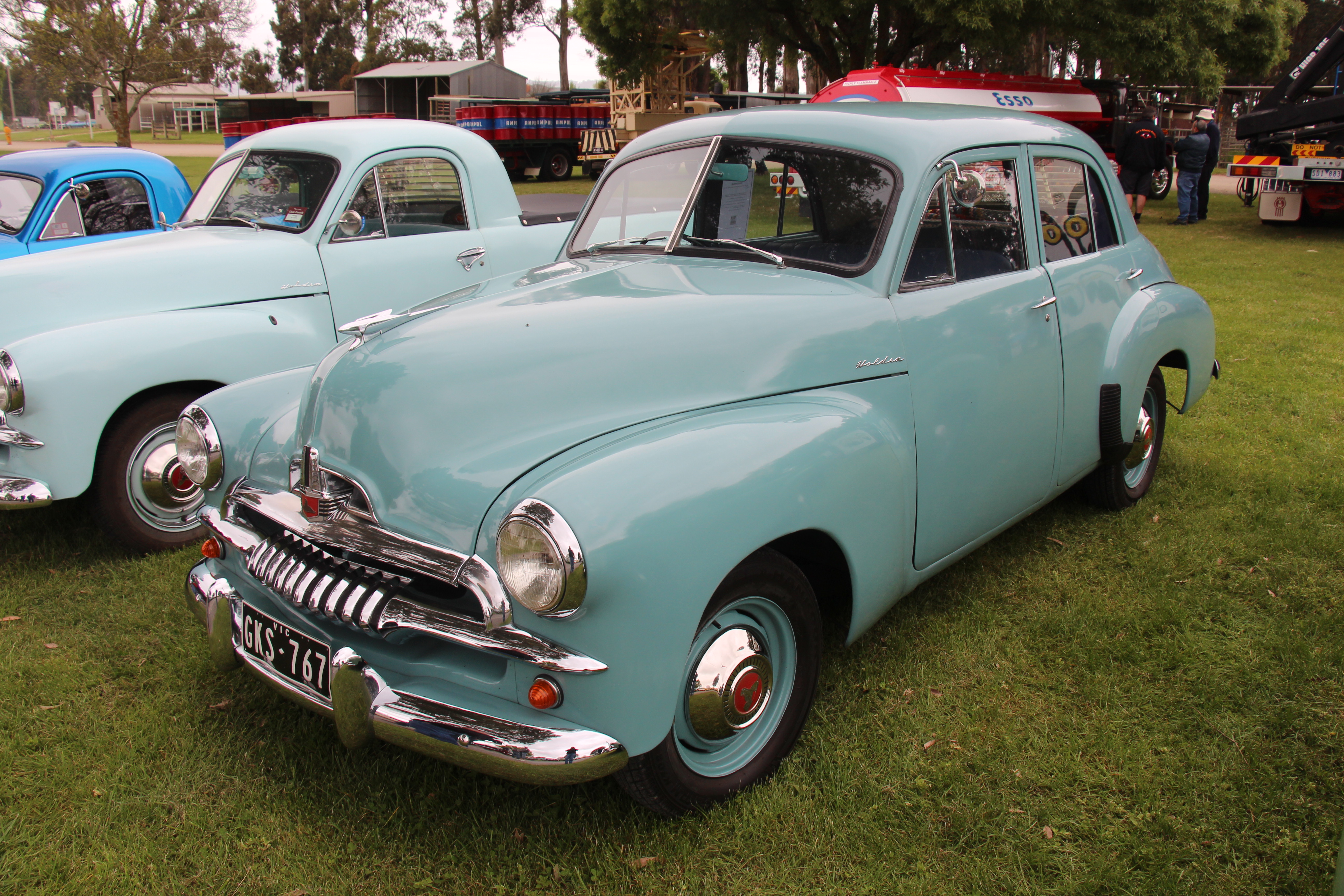
Holden Standard (седан)
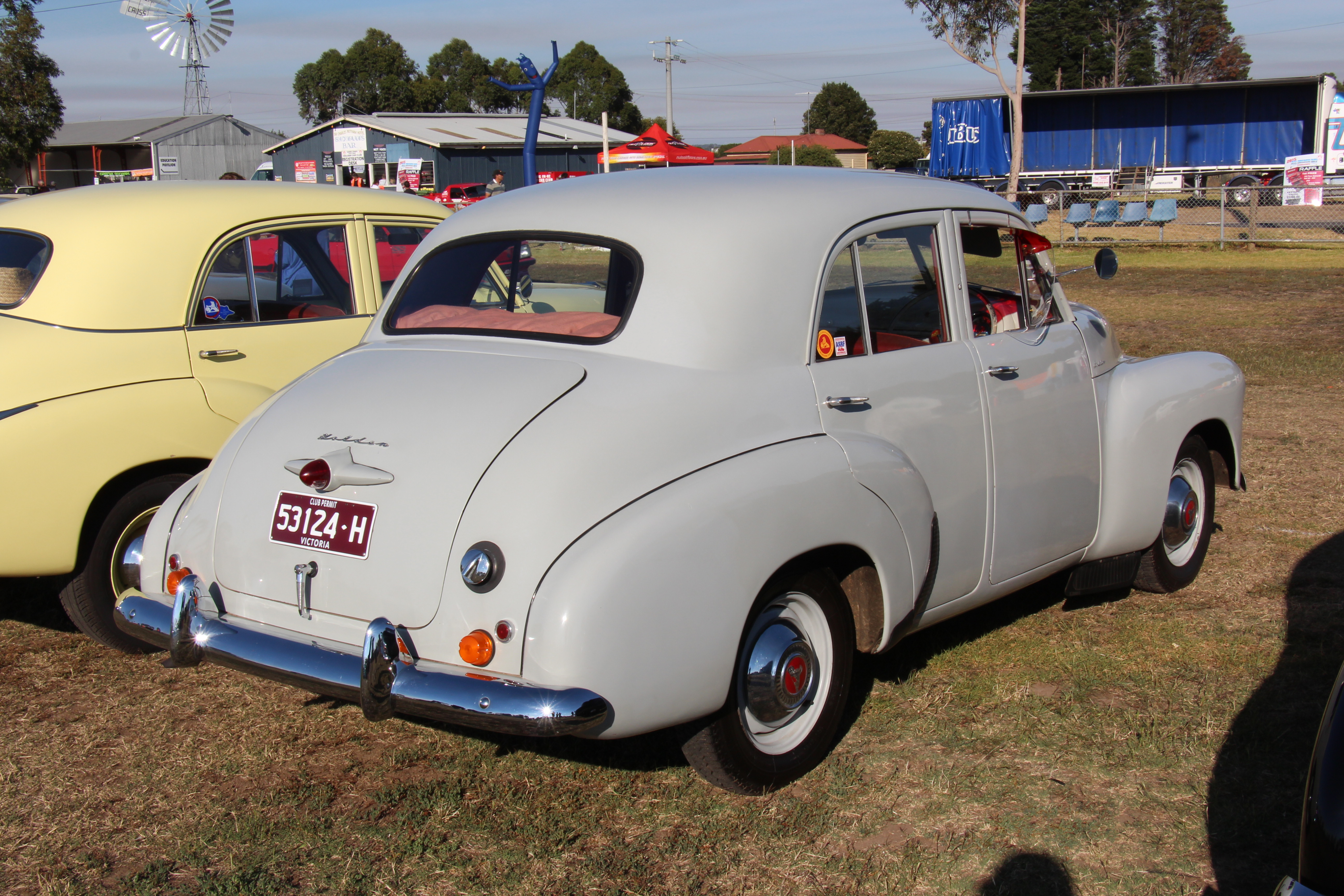
Holden Standard (седан)
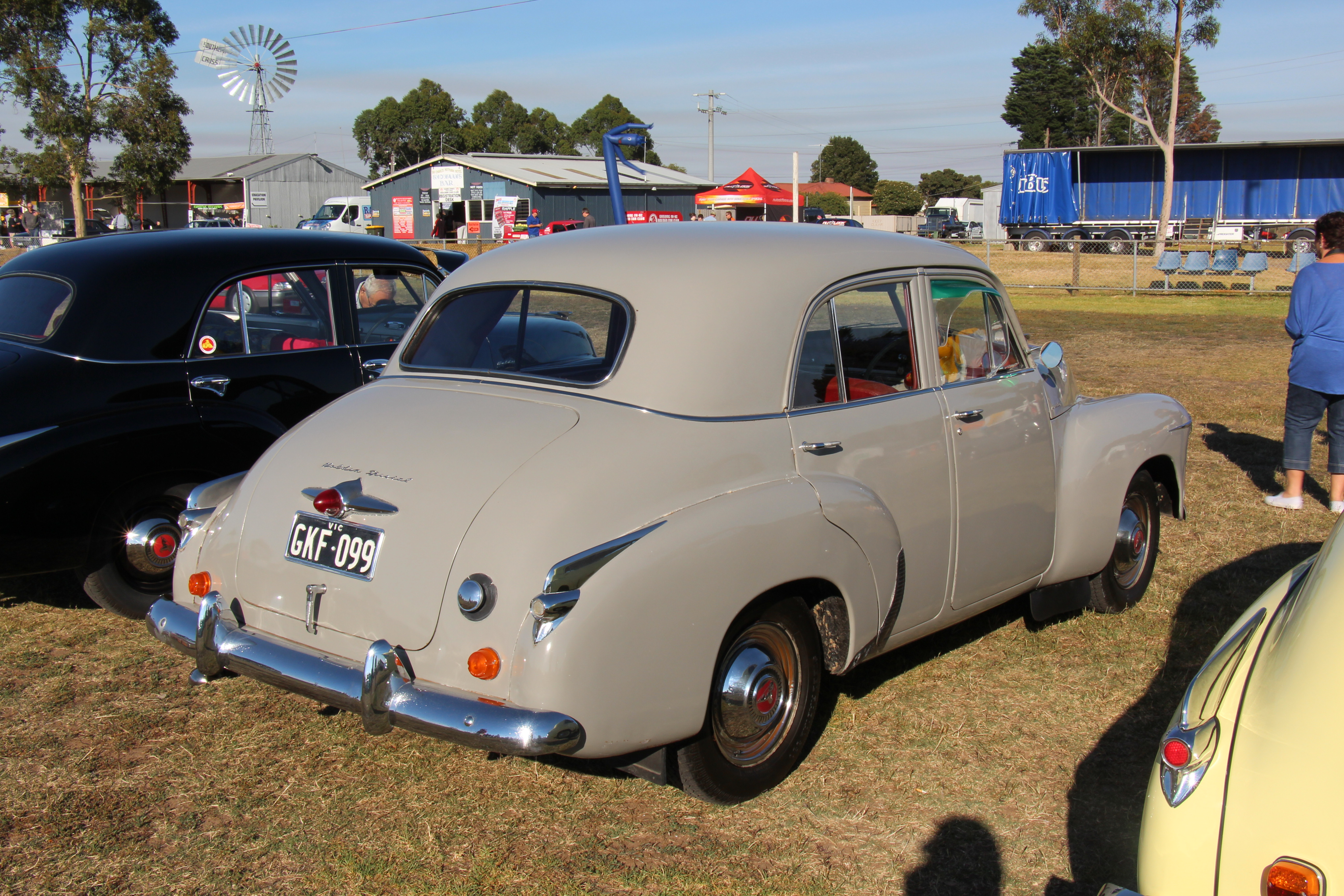
Holden Special (седан)
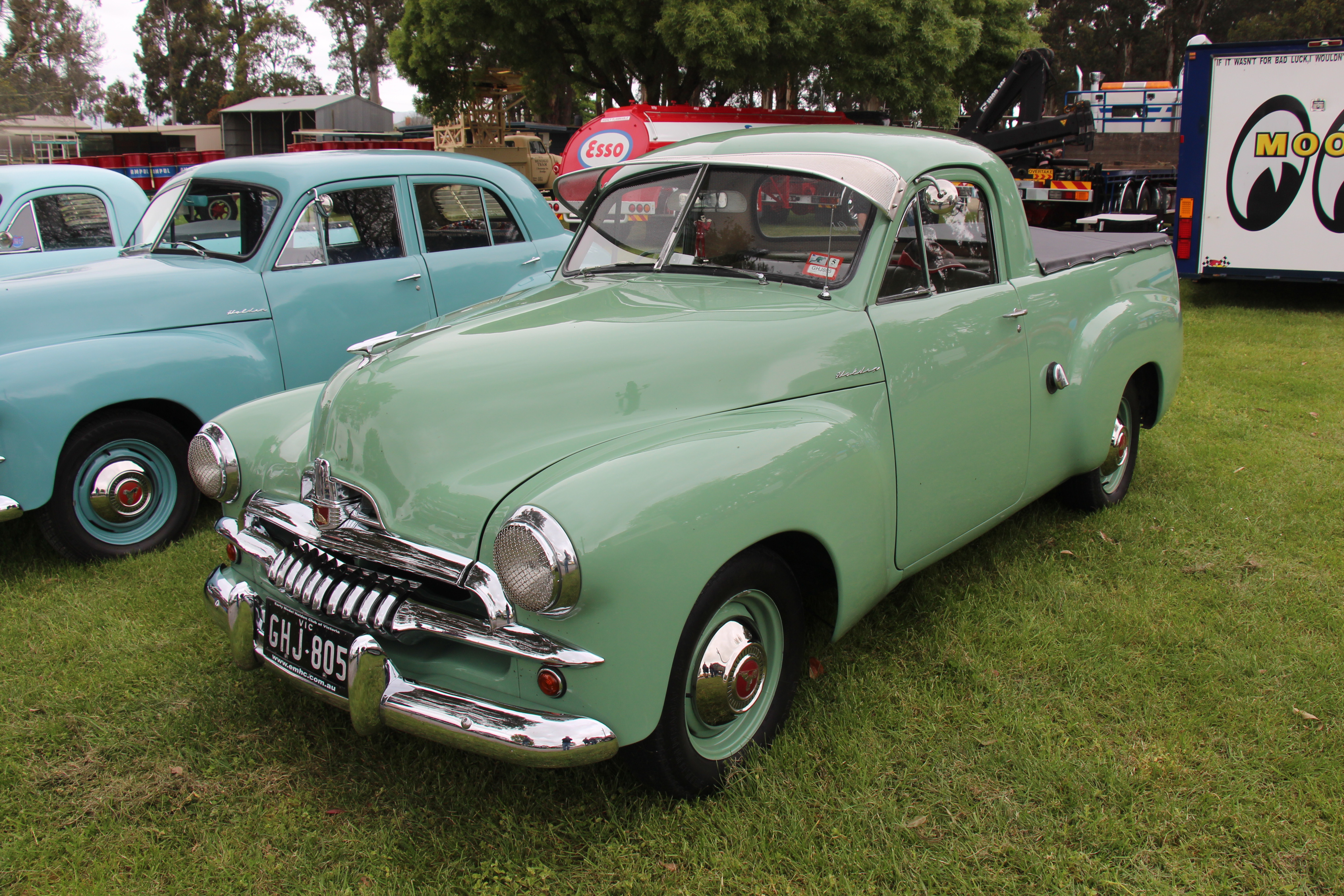
Holden FJ (ют)
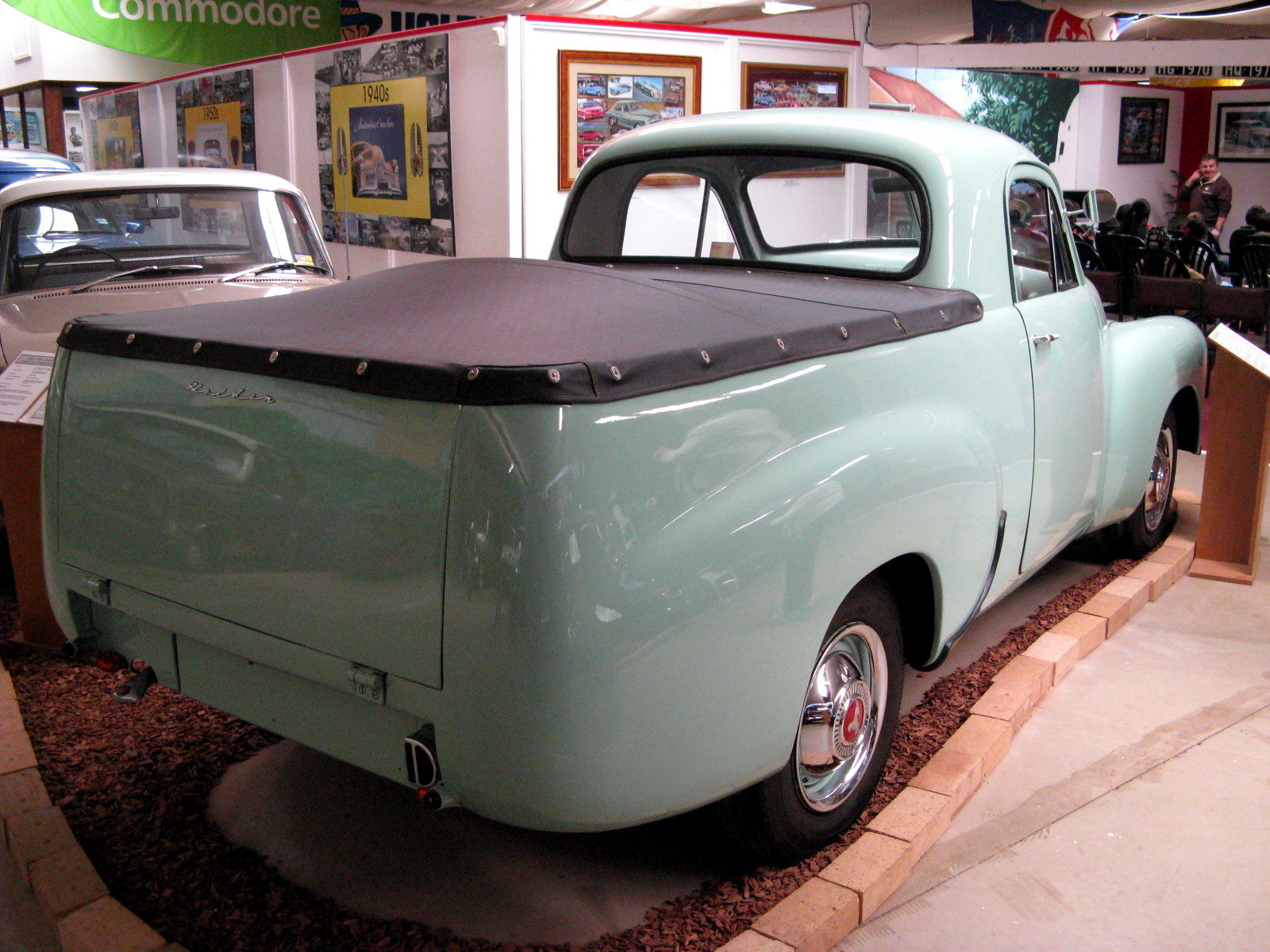
Holden FJ (ют)
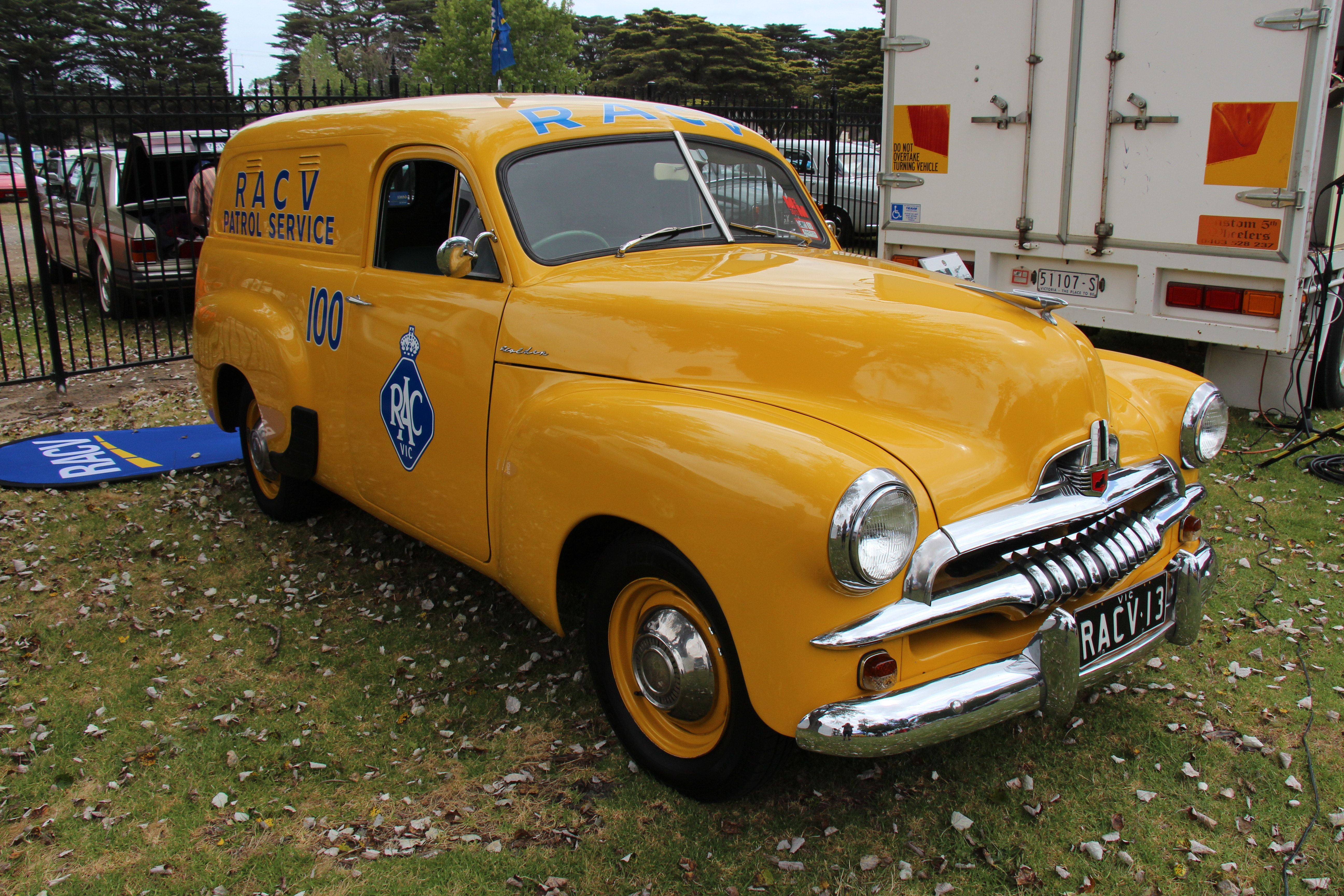
Holden FJ (панельный фургон)
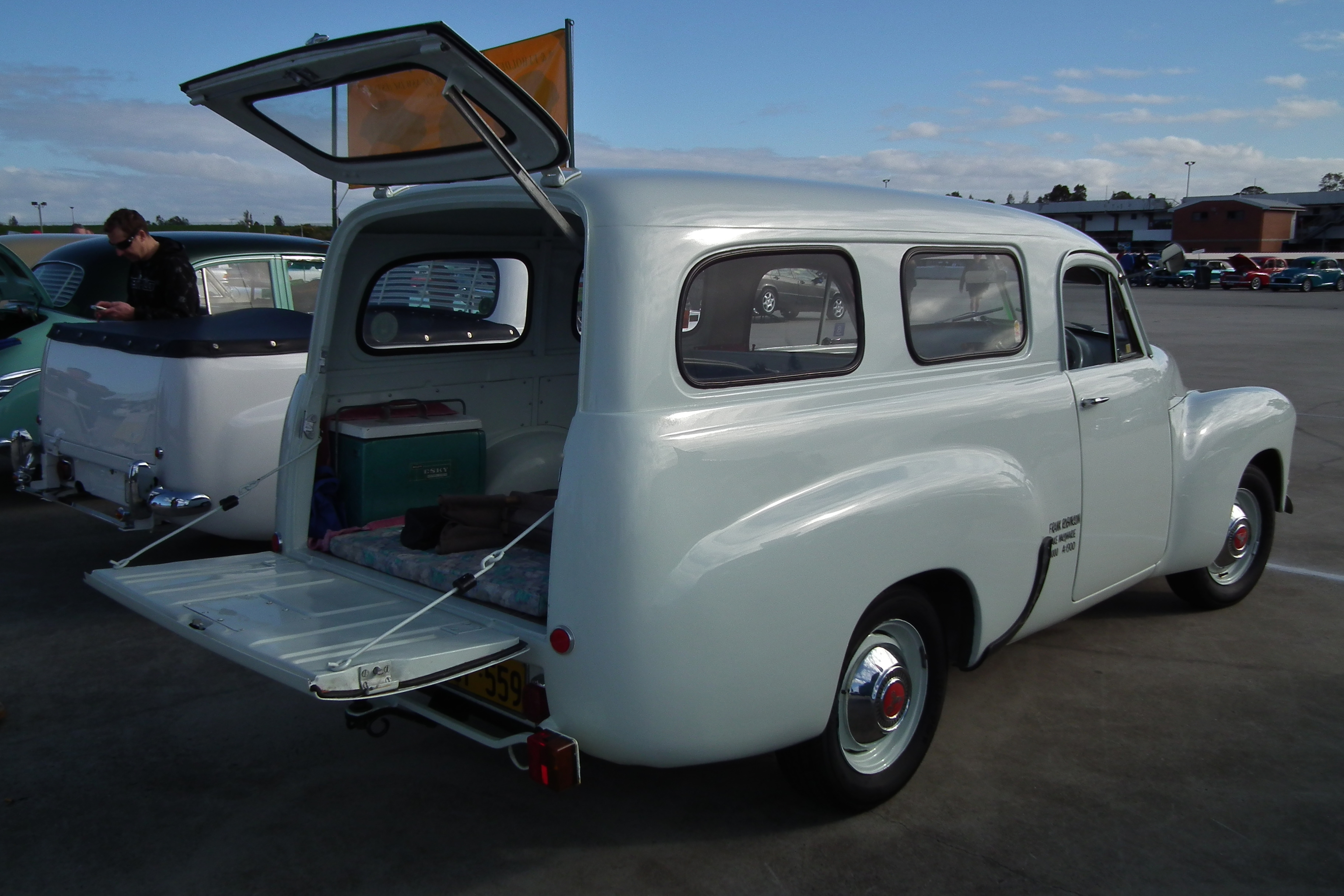
Holden FJ (панельный фургон)

## Efijy

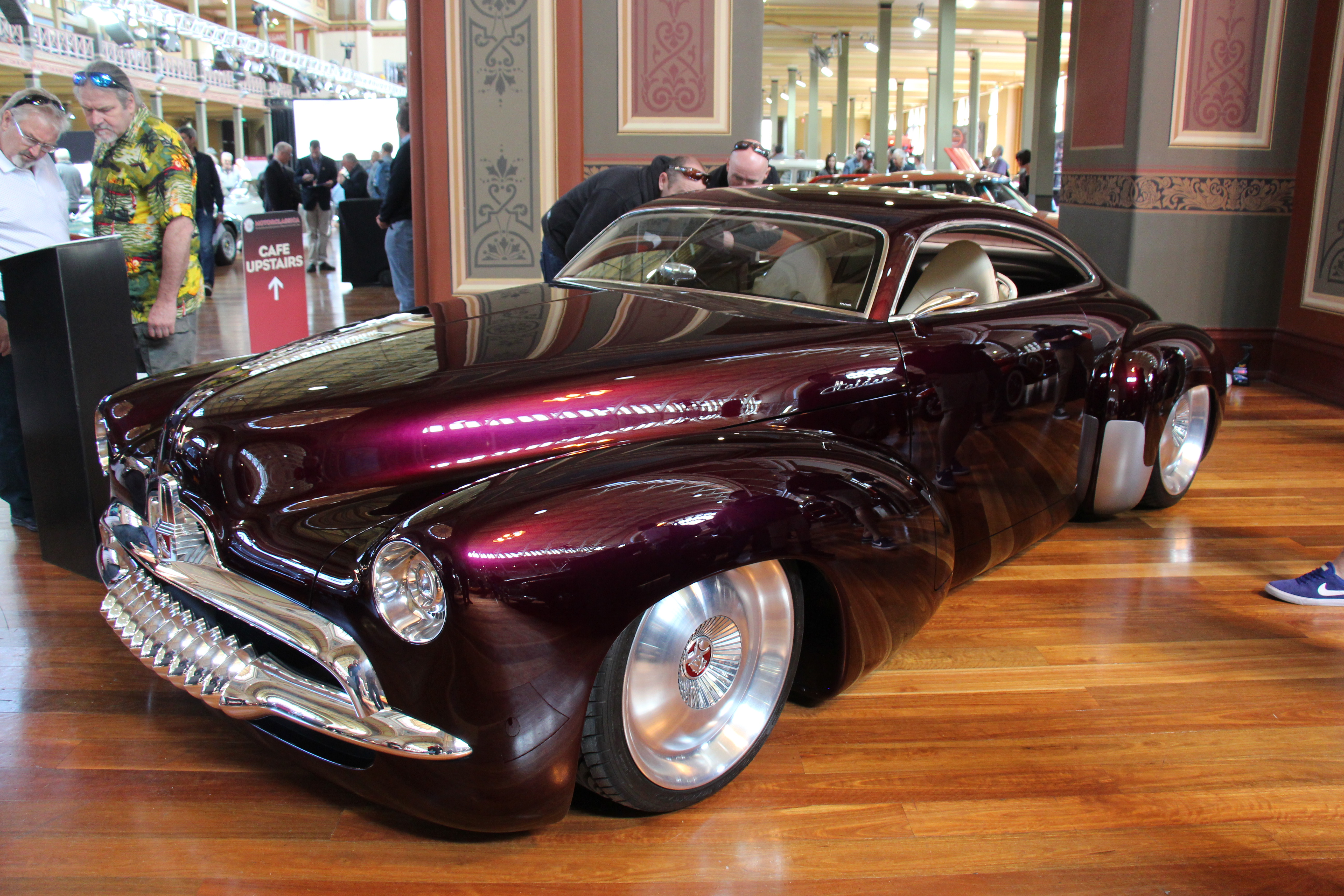
2005 Holden Efijy

Holden Efijy — концепт-кар, который дебютировал в 2005 году на Австралийском международном автосалоне. Являлся клоном Holden FJ.